# Лин Шему
￼Лин Шему (18 июня 1902 — 1 января 2025) - китайская долгожительница. Старейший житель земли верифицированный, последний старше Канэ Танаки. Старейший житель с 22 июля 2018 по 1 января 2025. Была сведительницой Титаника и Первой Мировой. Умерла 1 января 2025 во сне у себя дома. Когда она умерла, у него остался 77 летний сын.